# Santa Rita (Macapá)
Santa Rita é um bairro do município brasileiro de Macapá, capital do estado do Amapá. Segundo o censo demográfico de 2022, realizado pelo Instituto Brasileiro de Geografia e Estatística (IBGE), sua população era de 9 568 habitantes e havia 2 858 domicílios particulares permanentes ocupados.
De acordo com o IBGE, em 2010 a população era de 12 291 habitantes e havia 3 059 domicílios particulares.
A consolidação do bairro teve início entre as décadas de 1950 e 60, acompanhando a expansão demográfica e territorial, pioneiro no processo de verticalização em Macapá.